# Haute-Rivoire
Haute-Rivoire è un comune francese di 1 356 abitanti situato nel dipartimento del Rodano della regione Alvernia-Rodano-Alpi.

## Società

### Evoluzione demografica
Abitanti censiti